# Karangsambung (Losari)
Karangsambung is een bestuurslaag in het regentschap Brebes van de provincie Midden-Java, Indonesië. Karangsambung telt 2935 inwoners (volkstelling 2010).